# Toast Records
Toast Records est un label discographique indépendant italien de rock, basé à Turin, dans le Piémont.

## Histoire

Ancien logo (2009).

Les origines du label peuvent être retracées en 1979 avec la fondation du label Meccano Records, de manirèe underground, pour soutenir le projet Righeira. Au printemps 1985, des cendres de Meccano démarre la société Toast SAS, plus connue sous sa marque Toast Records. Spécialisé dans le rock et les musiques alternatives, Toast débute avec l'album (été 85) Trasparenze e suoni (No Strange). Au fil des années, il publie des morceaux exclusivement italien, couvrant de nombreux genres : rock, beat, psychédélique, folk, new wave.
Au fil des décennies, Toast Records crée et soutient plusieurs labels parallèles. Le plus connu et le plus actif d'entre eux étant Moska Records, basé à Terni, et coordonné localement par Fabio Scipioni, qui, outre la distribution, se consacre à la production du groupe de punk rock Warhead, publiant en 1986 le mini-album The Black Radio, le 45 tours X Mas Bop en 1987 avec la participation de Paul Chain et le 7 pouces One More Time in the Jail  l'année suivante.
Fin 1995, la marque laisse le traditionnel vinyle et se range définitivement dans le numérique. Son premier CD est : 3 de Fleurs du Mal. Au printemps 1998, la marque est sur le web avec son propre domaine toastit.com.
Début 2007, Toast Records encourage et soutient un projet du groupe Blaugrana, un album promotionnel sauvegardé sur clé USB au lieu du CD traditionnel.
En 2015, pour célébrer le 30e anniversaire de Toast Records, un hommage au label, intitulé Happy New From the Sound, est publié en édition limitée. Le mini-livre contient des contributions de divers musiciens, producteurs et journalistes de l'industrie musicale, notamment : Max Casacci, Michael Pergolani, Vittore Baroni, Federico Guglielmi, Gianni Maroccolo, Vito Vita,.

## Punto Zero
Punto Zero est une revue musicale éditée par le label. « L'essence de Punto réside, je crois, dans son aspect intemporel, un document sonore de l'Italie de la chanson qui vit en marge et cherche désespérément à se faire remarquer », écrit Andrea Tinti pour le magazine Rockerilla.
« Rattraper et ne pas rompre le fil de la mémoire. C'est le ressort qui a déclenché cette archive monumentale de la musique rock italienne - nous ajouterons autre ou alternative, bien que nous sachions très bien combien ce terme ne signifie rien pour le créateur d'un tel projet - qui s'est avérée être, numéro après numéro, Punto Zero. Une revue audio née à l'aube des années '90, pratiquement un unicum en Italie », écrit John Vignola pour également pour Rockerilla.

## Premio Toast
Giulio Tedeschi conçoit à l'automne 2001 le Premio Toast, promu par Toast Records et Toast Edizioni. Ce prix est destiné aux artistes qui recherchent l'expression instrumentale, sans limite de genre musical. Par édition jusqu'en 2008, le prix a été décerné à Flam&Co (2001), Stereokimono (2002), Aglieri (2003), Slivovitz (2004), Vertical (2005), Fonderia (2006) et Arcor (2007). En 2014, le prix (unique en Italie) connait sa quatorzième édition.

## Wanted Primo Maggio
Wanted Primo Maggio, conçu par Toast Records en 2011 pour célébrer la journée internationale des travailleurs en musique, est un festival concours qui, après une tournée italienne, se termine chaque année à Turin par un concert réunissant de jeunes musiciens et des groupes indépendants à Hiroshima Mon Amour (groupe italien de new wave). Ces dernières années, une lecture de nouveaux poèmes italiens est également ajoutée à l'événement.

## Discographie

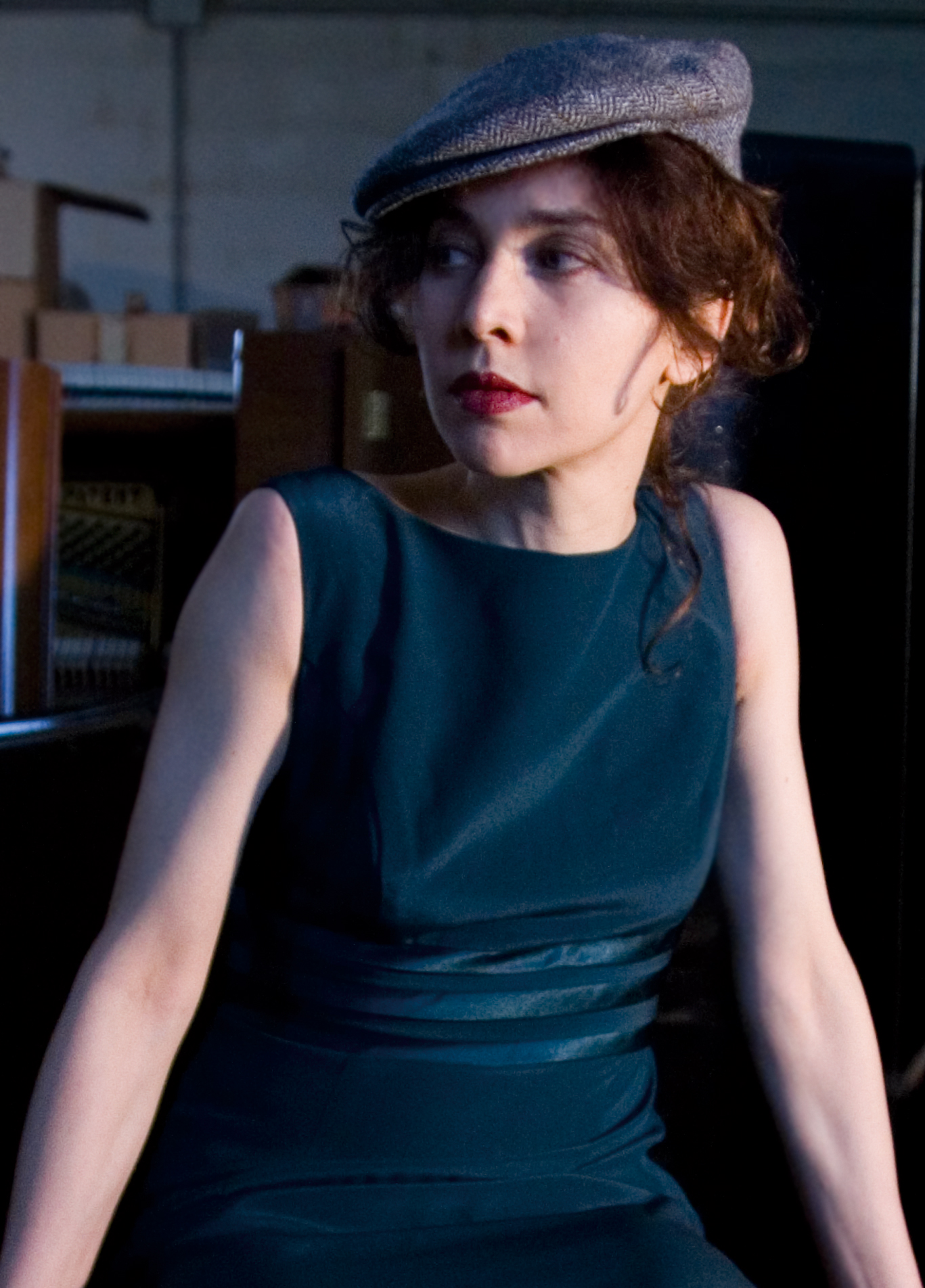
Debora Petrina, artiste signée au label.

### 33 tours
- 1985 :  No Strange - No Strange
- 1986 : Carl Lee - Carl Lee and the Rhythm Rebels
- 1987 : No Strange - L'universo
- 1988 : Afterhours - All the Good Children Go to Hell
- 1988 : Statuto - Vacanze
- 1989 : VA - Oracolo
- 1989 : Vegetable Men -  It's Time to Change
- 1989 : Statuto - Senza di lei
- 1993 - Barbieri - Mondi diversi
- 1994 - Fleurs du Mal - Indian-world

### 45 tours
- 1986 : No Strange - Fiori risplendenti/White Bird
- 1987 : Avvoltoi - Questa notte/Un uomo rispettabile/Era un beatnick
- 1987 : Vegetable Men - Van Gogh's Blues Blu Bus/It's a Reflex
- 1988 : Afterhours - My Bit Boy/To Win or to Destroy
- 1991 : Figli di Guttuso - Il Sesso del DJ/Extranea/Animali
- 1993 : Eridania - Na storia da conté/Fin ch'a tomba il cel

### CD
- 1995 : Fleurs du Mal - 3
- 1998 - No Strange - Medusa
- 1998 : Marcello Capra - Danzarella
- 1999 : Steve Sperguenzie - 5 Investigators
- 2002 : Karmablue - Erratico Estatico
- 2004 : Roulette Cinese - Che fine ha fatto Baby Love
- 2007 : Trenincorsa - La Danza dei sogni
- 2009 : Jambalaya - Quando vola lo struzzo
- 2010 : Trenincorsa - Verso casa
- 2013 : Lef - Doppelganger
- 2015 : Subà - 22:22
- 2016 : Luigi - Tempera

### Éditions spéciales
- 2003 : Subsonica, Afterhours, Nada, Claudio Rocchi etc. - Radio pirata
- 2003 : Statuto, Fiamma, Nobraino, Reggae Ambassadors, etc. - Mei Day
- 2006 : Mistertokio - La Radio
- 2010 : Jambalaya, Debora Petrina, Sara Loreni, Angelica Lubian, etc. - Il premio dei premi